# Sette volte Bertoli
Sette volte Bertoli. Ricordando Pierangelo. è un album di Luca Bonaffini pubblicato nel 2014 dall'etichetta discografica Delta Italiana.

## Descrizione
Il disco è un omaggio del cantautore Bonaffini in ricordo di Pierangelo Bertoli. Sette le canzoni scelte, tra cui una versione inedita di Eppure soffia cantata insieme ad Alberto Bertoli, figlio di Pierangelo, e a Flavio Oreglio. Tra le altre, Per dirti t'amo, Il centro del fiume, Chiama piano, Varsavia, La luna sotto casa e Maddalena.

## Tracce
1. Eppure soffia – 3:59
2. Il centro del fiume – 4:27
3. Maddalena – 3:48
4. La luna sotto casa – 3:26
5. Chiama piano – 3:04
6. Per dirti t'amo – 3:37
7. Varsavia – 3:16